# Водяные скорпионы
Водяны́е скорпио́ны (лат. Nepidae) — семейство водных клопов из инфраотряда Nepomorpha. Насекомые длиной до 4,5 см с характерными хватательными конечностями и дыхательной трубкой на заднем конце тела. Насчитывают около 230 видов, объединяемых в 14 родов и 2 подсемейства. Наибольшее разнообразие сосредоточено в тропиках; в умеренных широтах Северного полушария наиболее известны роды Nepa и Ranatra.

## Образ жизни
Большинство видов водяных скорпионов обитают в стоячих или слабопроточных водоёмах. Обладая ограниченными способностями к плаванию, насекомые проводят длительное время в засаде на водных растениях, часто — вблизи поверхности воды с выставленной наружу дыхательной трубкой. Во время охоты реакцию обеспечивают специализированные органы чувств, расположенные на голенях хватательных конечностей, а также глаза.

## Строение
Длина взрослых насекомых составляет 1,5—4,5 см. Окраска тела неяркая, покровительственная; у некоторых представителей спинная сторона брюшка окрашена в яркие цвета, что делает их заметными во время полёта. Форма тела различается у представителей двух подсемейств: цилиндрическая у Ranatrinae и  уплощённо-овальная у Nepinae. На голове расположены небольшие трёхчлениковые антенны, фасеточные глаза и хоботок,  простые глазки отсутствуют. Переднегрудь удлинена; передние ноги направлены вперёд и преобразованы для захвата жертвы: голень противопоставлена укрупнённому плоскому бедру и способна складываться относительного него подобно ложной клешне. Две другие пары конечностей покрыты слабо развитыми щетинками и служат для ходьбы и плавания. Лапки на всех ногах состоят из одного членика. Надкрылья доходят до конца брюшка; расположенная на их вершине перепонка обладает выраженным ячеистым строением.
Водяные клопы обладают двумя парами грудных и восемью парами брюшных дыхалец. Первая и восьмая пары брюшных дыхалец расположены на спинной стороне сегментов и играют ключевую роль в подводном дыхании. Через дыхательную трубку, образованную парными выростами спинной стенки VIII брюшного сегмента, воздух поступает в восьмую пару дыхалец и далее через систему трахей и первую пару дыхалец поступает в пространство под надкрыльями. Длина дыхательной трубки варьируется, у некоторых представителей достигая длины тела или даже превышая её. На IV—VI сегментах брюшка расположены органы статического чувства (англ. static sense organs), с помощью которых водяные скорпионы ориентируют тело под водой.
Нимфы отличаются от взрослых насекомых зачаточным развитием крыльев и половой системы, меньшими размерами дыхательной трубки. Яйца водяных скорпионов на переднем полюсе несут несколько дыхательных отростков (от 2 до 26 у разных видов).

## Палеонтология
Древнейшие водные скорпионы найдены в раннем мелу Бразилии.

## Иллюстрации

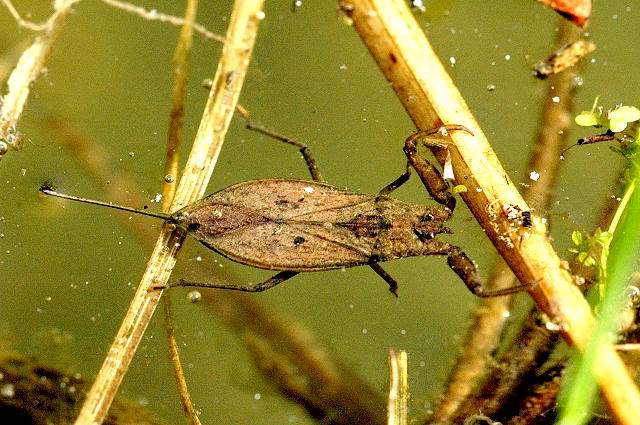
Nepa cinerea вблизи поверхности
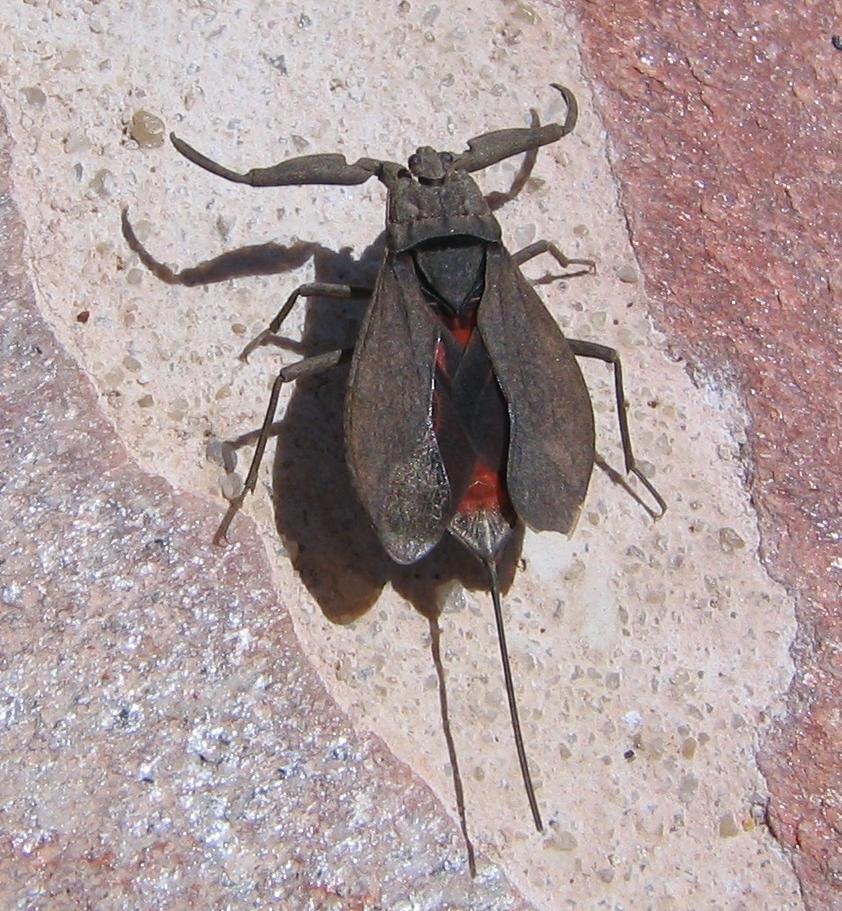
Nepa cinerea (видны крылья)
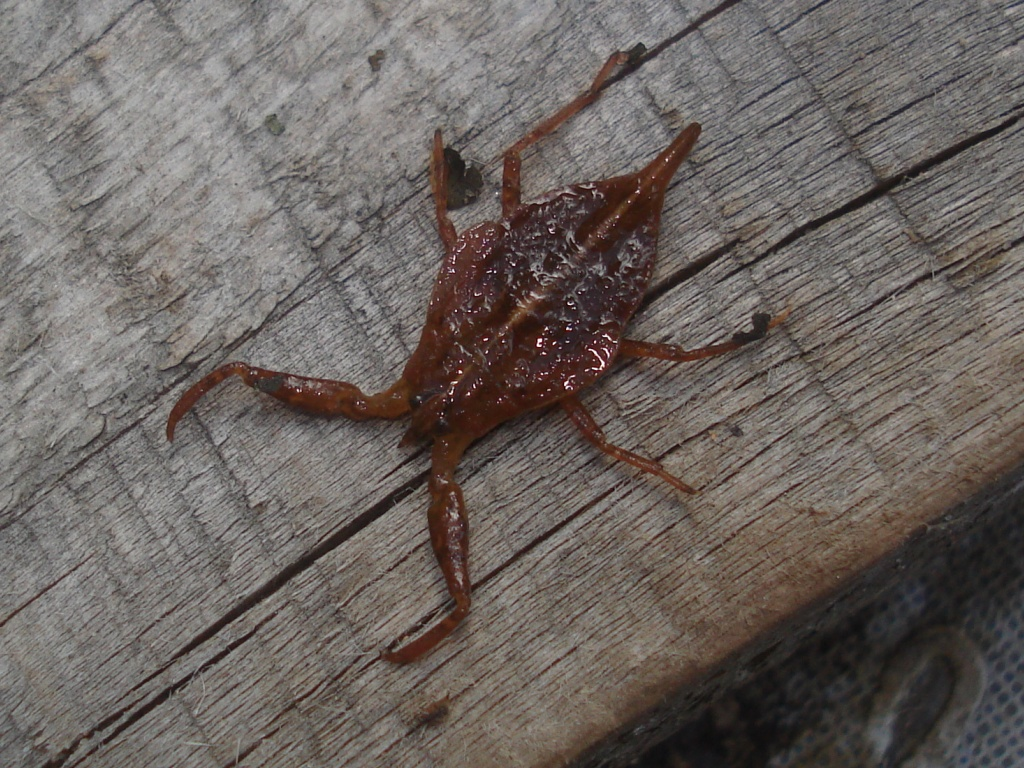
Нимфа Nepa cinerea
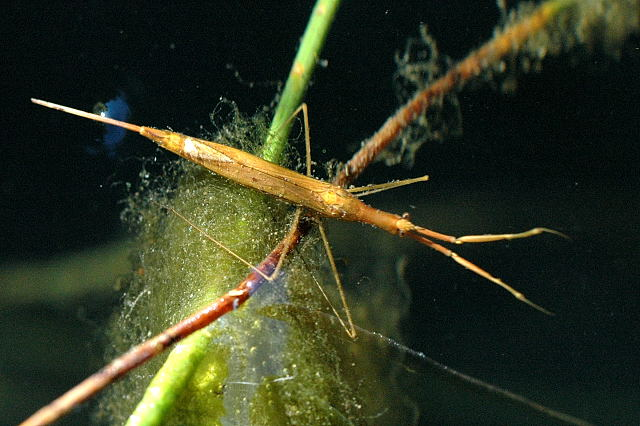
Ranatra linearis на растительности
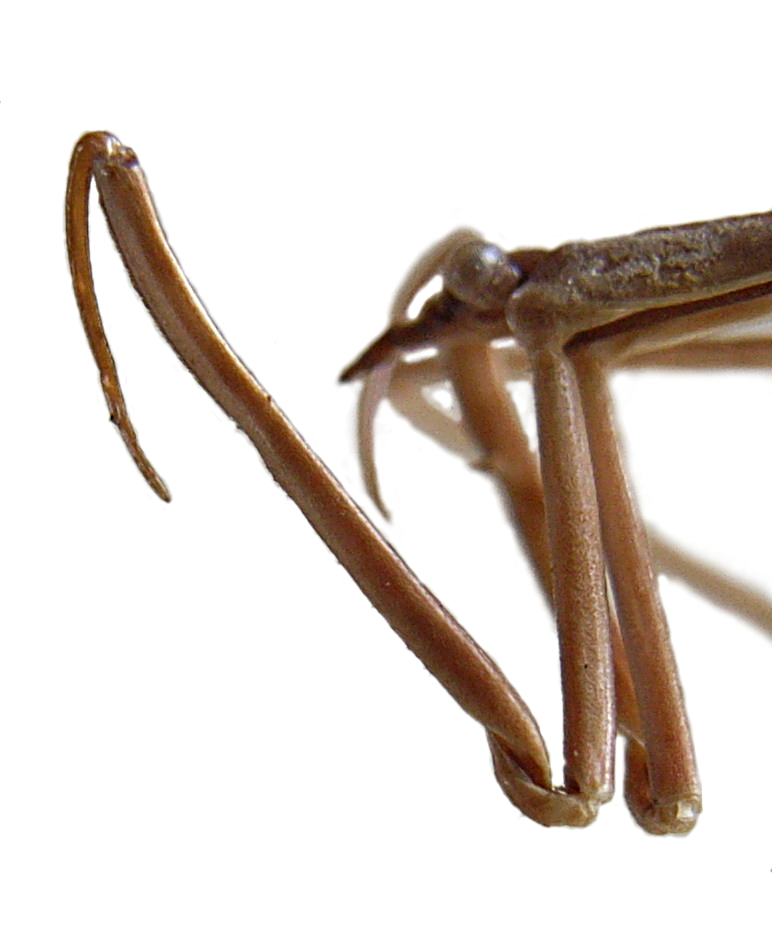
Передний конец тела ранатры